# Marathon van Praag 2004
De marathon van Praag 2004 werd gelopen op zondag 23 mei 2004. Het was de tiende editie van deze marathon.
De Keniaan Barnabas Kipkoech was in 2:12.15 het sterkst bij de mannen. De Ethiopische Leila Aman zegevierde bij de vrouwen in 2:31.48.
Deze editie was eveneens het toneel van de Tsjechische kampioenschappen. Deze titels werden gewonnen door respectievelijk Robert Stefko (derde in 2:12.35) en Radka Churanova (negende in 2:45.29).
In totaal finishten 3433 marathonlopers, waarvan 428 vrouwen.

## Uitslagen

### Mannen
| rang   | naam                   | land | tijd    |
| ------ | ---------------------- | ---- | ------- |
| Goud   | Barnabas Kipkoech      | KEN  | 2:12.15 |
| Zilver | Gezahenge Birra        | ETH  | 2:12.25 |
| Brons  | Robert Stefko          | CZE  | 2:12.35 |
| 4      | Moges Taye             | ETH  | 2:12.51 |
| 5      | Habtamu Bekele         | ETH  | 2:13.06 |
| 6      | Adam Dobrzynski        | POL  | 2:13.09 |
| 7      | Vincent Kipsos         | KEN  | 2:13.44 |
| 8      | Willy Cheruiyot        | KEN  | 2:13.45 |
| 9      | Samson Kosgei          | KEN  | 2:13.53 |
| 10     | David Makori           | KEN  | 2:14.04 |
| 11     | Mark Saina             | KEN  | 2:16.46 |
| 12     | Yahia Azaidi           | ALG  | 2:16.59 |
| 13     | Sergey Zachepa         | UKR  | 2:17.04 |
| 14     | Luis Fonseca           | VEN  | 2:17.29 |
| 15     | Ali El Zaidi           | LBA  | 2:17.55 |
| 16     | Mulugeta Serbessa      | ETH  | 2:18.01 |
| 17     | Pavel Novak            | CZE  | 2:18.48 |
| 18     | Aleksandr Holovnitskiy | UKR  | 2:20.23 |
| 19     | Nikolay Kerimov        | RUS  | 2:22.57 |
| 24     | Jan Blaha              | CZE  | 2:30.09 |

### Vrouwen
| rang   | naam                     | land | tijd    |
| ------ | ------------------------ | ---- | ------- |
| Goud   | Leila Aman               | ETH  | 2:31.48 |
| Zilver | Kilel Caroline Cheptonui | KEN  | 2:32.52 |
| Brons  | Anne Jelagat             | KEN  | 2:33.37 |
| 4      | Irina Timofejeva         | RUS  | 2:38.02 |
| 5      | Nasria Azaïdj            | ALG  | 2:39.05 |
| 6      | Elena Mazovka            | BLR  | 2:39.37 |
| 7      | Valentina Delion         | MDA  | 2:41.05 |
| 8      | Claudia-Elena Colita     | ROU  | 2:44.35 |
| 9      | Radka Churanova          | CZE  | 2:45.29 |
| 10     | Ivana Martincova         | CZE  | 2:50.45 |
| 11     | Jana Klimesova           | CZE  | 2:53.12 |

1995 ·
1996 ·
1997 ·
1998 ·
1999 ·
2000 ·
2001 ·
2002 ·
2003 ·
2004 ·
2005 ·
2006 ·
2007 ·
2008 ·
2009 ·
2010 ·
2011 ·
2012 ·
2013 ·
2014 ·
2015 ·
2016 ·
2017